# Sologamie
Sologamie (von altgr. lateinisch solus „allein“ und γάμος gamos „Ehe“) ist die Heirat mit sich selbst. Ein alternativer Begriff ist Selbstheirat. Rechtlich ist eine solche Heirat weder in Europa noch in Nordamerika anerkannt.

## Beschreibung
Die Zeremonien können fast genau die gleiche Form annehmen wie die einer regulären Trauung, einschließlich Gästen, Kuchen und Empfang. Einige Angebote zur Selbstverheiratung enthalten Anleitung, Proben und Unterstützung vor der Heirat. Einige japanische Agenturen bieten auch die Mitbuchung eines männlichen Models als Quasi-Bräutigam in ihrem Selbstheirats-Paket an.

## Geschichte
Die Selbstheirat ist bereits aus den 1970er Jahren dokumentiert. Im Jahr 1993 heiratete Linda Baker öffentlichkeitswirksam sich selbst, was dem Film I Me Wed von 2007 zur Vorlage diente. Auch auf dem Burning Man Festival Ende der 1990er Jahre wurde die Selbstheirat zelebriert.
Im 21. Jahrhundert gewann sie an Beliebtheit, insbesondere bei wohlhabenden Frauen. Ab 2014 bot ein Reisebüro in Kyoto Pakete für die Selbstheirat von Frauen an, wobei einige Kundinnen Ehefrauen waren, die mit ihrer ursprünglichen Hochzeit unzufrieden waren. Über die Selbstheirat der britischen Fotografin Grace Gelder im Jahr 2014 und der italienischen Fitnesstrainerin Laura Mesi im Jahr 2017 wurde in den Medien berichtet.

## Interpretationen
Das öffentliche (oder private) Bejahen des eigenen Selbst in der westlichen Form der Sologamie begründet sich in der vollzogenen Selbstunterscheidung der Person als Subjekt. Ihre Möglichkeit ergibt sich im Nachgang der aufklärerisch-idealistischen Subjekttheorie.  Befürworter der Praxis argumentieren, dass sie den eigenen Wert bekräftige und zu einem glücklicheren Leben führe. Sie sehen darin einen antipatriarchalen Akt gegen eine gesellschaftliche Haltung, in der unverheiratete Frauen (und Männer) über 30 noch immer stigmatisiert werden.
Kritiker sehen dagegen ein Einknicken vor ebendieser gesellschaftlichen Haltung und damit eine Stärkung genau des patriarchalen und kapitalistischen Systems, das mit dieser Handlung eigentlich in Frage gestellt werden soll. Für einige handelt es sich darüber hinaus um eine narzisstische Praxis, die auf ein geringes Selbstwertgefühl hindeutet.
Für Japanerinnen stellt die Selbstheirat eine Möglichkeit dar, der traditionellen Alternative zwischen Heirat mit Aufgabe der eigenen Karriere und dem sozialen Stigma einer unverheirateten Frau zu entkommen.

## Fiktive Beispiele
Mehrere Fernsehserien beinhalten Charaktere, die sich selbst geheiratet haben. Dazu gehören Sue Sylvester in Glee, Carrie Bradshaw in Sex and the City, Holly Franklin in Staffel 4 von The Exes, ein Mann im mittleren Alter in Jam und der Teufel in der Episode „Comet!“ in Cow and Chicken.
In dem Film Zoolander 2 ist das Transgender-Model All (gespielt von Benedict Cumberbatch) mit sich selbst verheiratet, da es heißt, dass „Selbstheirat in Italien endlich legal ist“.